# Macropodia rostrata
Macropodia rostrata är en kräftdjursart som först beskrevs av Carl von Linné 1761. Enligt Catalogue of Life ingår Macropodia rostrata i släktet Macropodia och familjen maskeringskrabbor, men enligt Dyntaxa är tillhörigheten istället släktet Macropodia och familjen Inachidae. Arten är reproducerande i Sverige. Inga underarter finns listade i Catalogue of Life.

## Bildgalleri

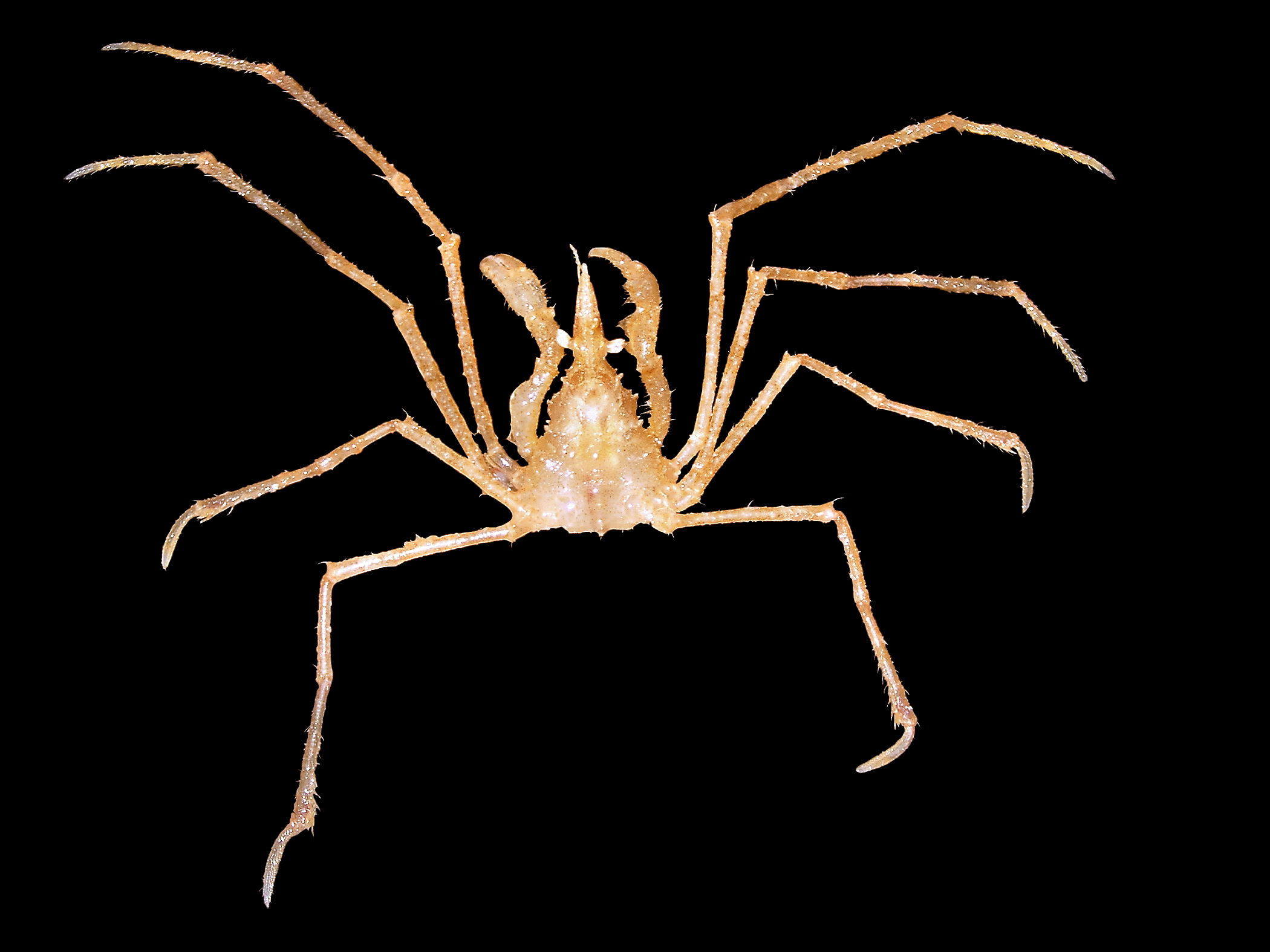
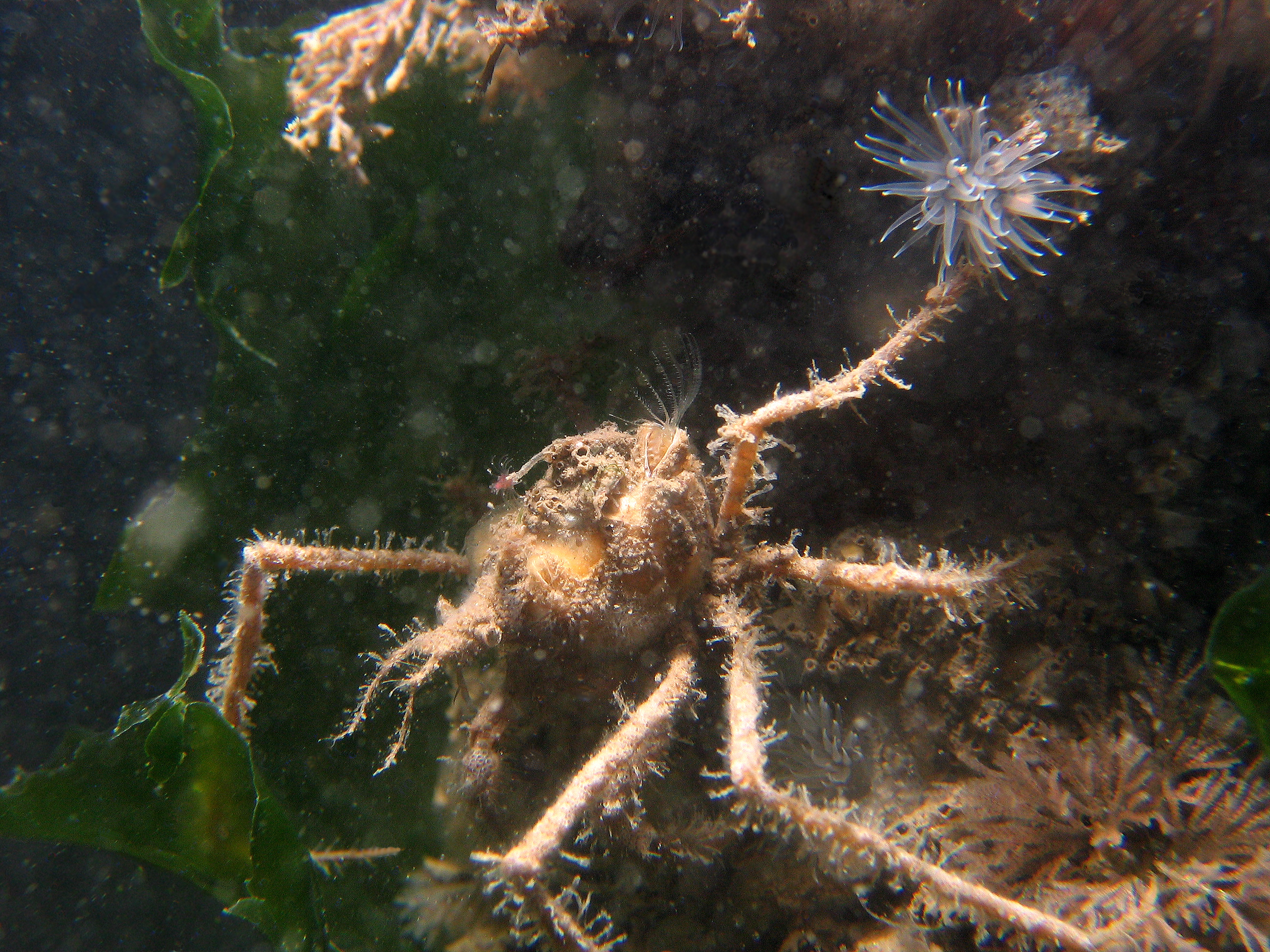